# Остров Нельсона (Шпицберген)
Остров Нельсона (норв. Nelsonøya) — остров, расположенный в Баренцевом море. Маленький остров в Группе семи островов, расположенной в архипелаге Шпицберген, к северу от Северо-восточной Земли.
Остров назван в честь английского флотоводца, вице-адмирала, барона Нильского, виконта Горацио Нельсона (англ. Horatio Nelson), который служил матросом на одном из двух кораблей в экспедиции под командованием Константина Джона Фиппса в 1773 году.